# Com conquistar en Billy Walsh
Com conquistar en Billy Walsh (anglès: How to Date Billy Walsh) és una pel·lícula de 2024 dirigida per Alex Pillai. S'ha doblat i subtitulat al català.

## Sinopsi
L'Archie és el millor amic de l'Amelia des que són petits, però ara que són adolescents comença a tenir sentiments per ella. Mentre l'Archie intenta tenir prou coratge per declarar-s'hi, en Billy Walsh, un estudiant estatunidenc, arriba a la seva escola i l'Amelia se n'enamora. Llavors l'Archie decideix sabotejar la relació entre l'Amelia i en Billy, cosa que posa en risc la seva amistat.

## Promoció
El primer tràiler de tast es va llançar el 22 de febrer de 2024, mentre que el primer tràiler ampliat es va llançar el 19 de març següent.

## Distribució
Originalment previst per al 8 de setembre de 2023, l'estrena de la pel·lícula a Prime Video es va ajornar al 5 d'abril de 2024.